# Гусиное перо

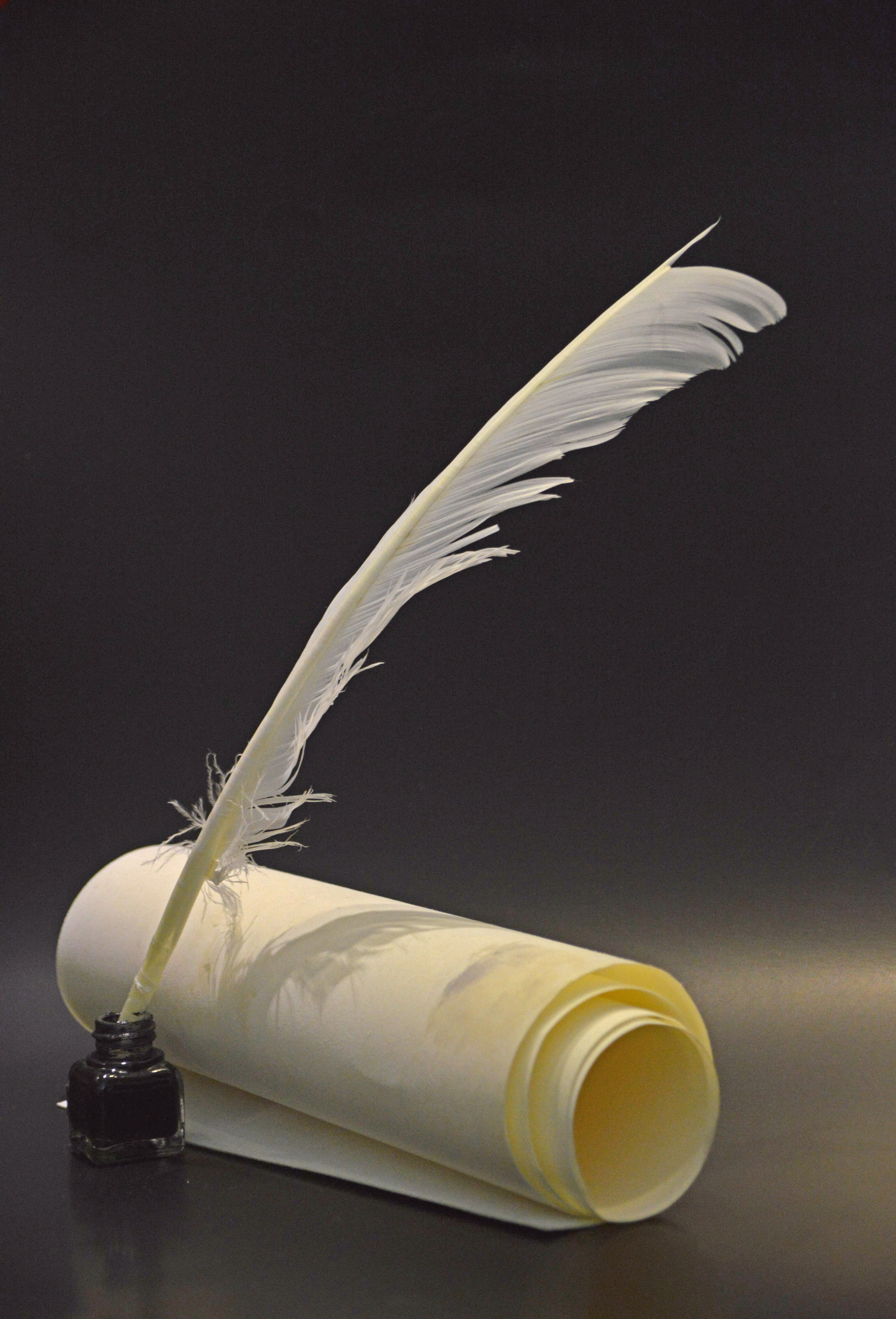
Гусиное перо с чернильницей и пергамент

Гусиное перо — перо гуся, использовавшееся в качестве письменного инструмента на протяжении VII—XIX веков, вплоть до изобретения металлического пера, и ставшее негласным символом литературного творчества и поэзии.

## Причина использования
Гусиное перо, в отличие от перьев других распространённых птиц (чаще всего домашних), представляет собой толстый полый стержень, имеющий объёмное пористое основание, поэтому перо «ухватисто», то есть его удобно держать в руке при письме. При наклонном срезе кончика пера ножом обнажается пористая внутренность, хорошо впитывающая чернила, что позволяет реже окунать кончик пера в чернильницу. Умеренно мягкий кончик пера хорошо сохраняет свою форму при письме, тем самым исключая необходимость частой заточки. Однако, кроме гусиных перьев, при письме могли использовать и перья других птиц с жесткими перьями, а именно ворона, павлина, индюка, глухаря или лебедя.

## История
Появление гусиного пера впервые зафиксировано около 600 года нашей эры в Севилье. Причинами появления столь общедоступного пишущего инструмента являлось удешевление и распространение сперва пергамента, а впоследствии и бумаги. При использовании пера постепенно изменился и стиль письма, оно сделалось прописным и наклонным, появились строчные буквы (до этого при письме использовались только прописные), а впоследствии разнообразные курсивы и рукописные шрифты, появившиеся именно благодаря гусиному перу.
После того как в 1803 году было запатентовано металлическое перо для ручки, гусиное перо начало постепенно сдавать свои позиции, и к концу XIX века ручки с металлическим пером полностью вытеснили недолговечные и требующие частой замены гусиные перья.
При этом в ряде европейских языков ручка для письма унаследовала название от своего предшественника — например, в чешском, словацком, словенском и сербском языках она называется перо/pero; в английском и голландском pen, в шведском penna, в норвежском penn, в исландском penni, происходит от латинского слова penna (с лат. — «перо птицы»).
Таким образом, человечество пользовалось этим пишущим инструментом на протяжении 1200 лет.

## Очинка пера

### Для письма
Затачивание кончика пера специальным ножом называется очинкой (или очином, обчинкой). Нож для очинки перьев называли перочинным ножом, однако в настоящее время это название распространилось на все карманные ножи.
Перед очинкой перо необходимо было подвергнуть предварительным подготовительным операциям:
1. с пера обрезалась часть бородки для того, чтобы пишущему было удобнее браться за стержень;
2. перо вываривалось в щёлочи для обезжиривания. Время варки составляло не менее 10—15 минут;
3. вываренное и высушенное перо обжигалось и закаливалось в горячем песке с температурой не более 60—65 °С, после чего кончик пера был готов к очинке.

Варианты очинки кончиков гусиного пера

Французский знаток каллиграфии Шарль Пальяссон (иначе Паллассон, фр. Charles Paillasson, 1718—1789) в книге «Искусство чистописания. Энциклопедия методов чистописания Ш. Паллассона», изданной в 1783 году, даёт советы по правильной очинке пера. По его словам, следует брать внешнее маховое перо из левого крыла гуся, желательно второе, третье и четвёртое от края, поскольку перо именно из левого крыла лучше ложится в правую руку пишущего (левши использовали перья из правого крыла или затачивали праворучные перья с обратной стороны). При очинке пера следует соблюдать определённую последовательность операций, особенно важно сделать перочинным ножом правильную щель на кончике для вытекания чернил, так называемый ощеп или расщеп. Ощеп необходимо прорезать в самом начале и все дальнейшие операции по очинке производить так, чтобы ощеп находился точно посредине кончика. Паллассон особо подчеркивал, что характер очинки пера вносит в письмо определённое своеобразие (влияет на почерк), поэтому лучше её делать самостоятельно.
При очинке у пера срезался наискось конец с наружной стороны, затем до половины — с противоположной, так, чтобы получился полукруглый желобок. Середину желобка надрезали острым перочинным ножом для образования расщепа. Расщеп пера мог быть разным — в зависимости от индивидуальной манеры письма пишущего и от того, для какого письма оно предназначалось.
Гусиное перо довольно быстро списывалось — приходилось чинить его заново или поворачивать верхней стороной вниз. В 1809 году была изобретена машинка для очинки гусиных перьев, но в России это изобретение не привилось.
При письме гусиным пером появившиеся помарки в тексте исправляли специальным скребком.
Люди, хорошо владевшие техникой письма гусиным пером, назывались писцами (писарями), чрезвычайно ценились и никогда не оставались без работы (что объясняется и большим процентом безграмотных).
Очинка пера была очень важной операцией, поскольку от правильного её проведения во многом зависело качество почерка. Многие поэты и писатели никому не доверяли очинку своих перьев. Хорошие перья принято было даже дарить. В кабинете Пушкина в богатом футляре хранилось собственное перо Гёте, присланное им в подарок великому русскому поэту.

### Для рисунка
Для рисования правильная очинка и ощеп были особенно важны. Для этого существовали особенные, расщепные ножи, специально приспособленные для этой цели. Перо, подготовленное для рисования, должно иметь особо тонкий расщеп для обеспечения возможности выведения тонких линий. Выбор гусиного пера для рисунка обусловлен тем, что последовательностью сильных и слабых нажимов имелась возможность выводить линии различной толщины. Качество рисунка гусиным пером можно оценить, разглядывая старинные книжные миниатюры.

## Недостатки
Так как гусиное перо является по своему происхождению природным материалом, оно имеет ряд недостатков.
Один из самых основных — необходимость частой заточки, поскольку кончик пера от трения о бумагу постоянно стачивался, издавая характерный скрип. Николай Васильевич Гоголь в «Мертвых душах» пишет:

«Шум от перьев был большой и походил на то, как будто бы несколько телег с хворостом проезжали лес, заваленный на четверть аршина иссохшими листьями…»

Бюст Гоголя в Харькове с гусиным пером в правой руке

Характерные брызги чернил, появляющиеся при выписывании округлых линий пером по бумаге. Подпись А. С. Пушкина

Кроме того, необходимо постоянно следить за правильностью заточки. Если кончик пера слишком острый, получается очень тонкий, слабо видимый штрих. При слишком закругленном кончике — толстый и неровный. Также гусиные перья имели различную мягкость.
Александр Сергеевич Пушкин при работе исписывал свои перья почти до самого основания. Сохранились два его гусиных пера, обгрызенных сверху и настолько коротких, что их едва можно удержать в пальцах. Одно из этих перьев находится на письменном столе А. С. Пушкина в его квартире на Мойке, второе стало экспонатом Государственного музея А. С. Пушкина в Москве.
Иван Иванович Пущин в своих «Записках о Пушкине» вспоминал:

«…везде разбросаны исписанные листы бумаги, всюду валялись обкусанные, обожженные кусочки перьев (он всегда с самого Лицея писал оглодками, которые едва можно было держать в пальцах)».

Для привития необходимых ученикам навыков письма и правильного держания пера в руке рекомендовались особые приемы, вплоть до перевязывания отдельных пальцев и подтягивания их к кисти руки.
При письме гусиным пером все линии, выводившиеся справа налево, снизу вверх, овалы и прочее, давались с трудом, зачастую даже в умелых руках писаря нередко вызывая чернильные брызги.
Гусиным пером можно было писать лишь на хорошей плотной бумаге. Из всего гусиного крыла для письма годилось всего три или четыре пера, вследствие чего их приходилось экономить, разрезая на несколько частей и затачивая каждую в отдельности.

## Продажа перьев
Гусиные перья поступали в розничную продажу в пучках, обвязанных бечевкой по 25 штук в пучке. В поместьях обычно перья не покупали, а пользовались перьями собственных домашних гусей.

## В культуре
- Семён Львович Лунгин совместно с Ильёй Исааковичем Нусиновым в 1965 году написал пьесу «Гусиное перо».
- «Старые гусиные перья» — миниатюра Валентина Саввича Пикуля, повествующая об истории предотвращения войны между Российской империей и Великобританией. Огромная заслуга в этом посла России в Великобритании, Семёна Романовича Воронцова. Он выиграл информационную войну против кабинета министров, возглавляемого Уильямом Питтом. И стоило это всего лишь 250 фунтов — стоимость гусиных перьев.

## В качестве символа

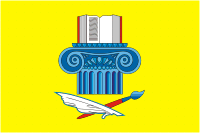
Флаг Арбата

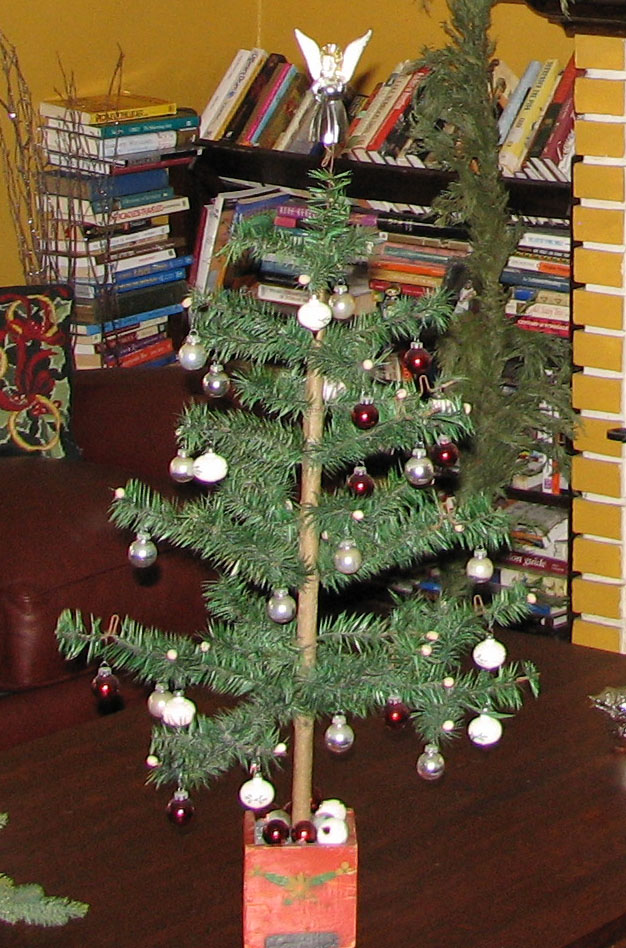
Искусственная ёлка из перьев

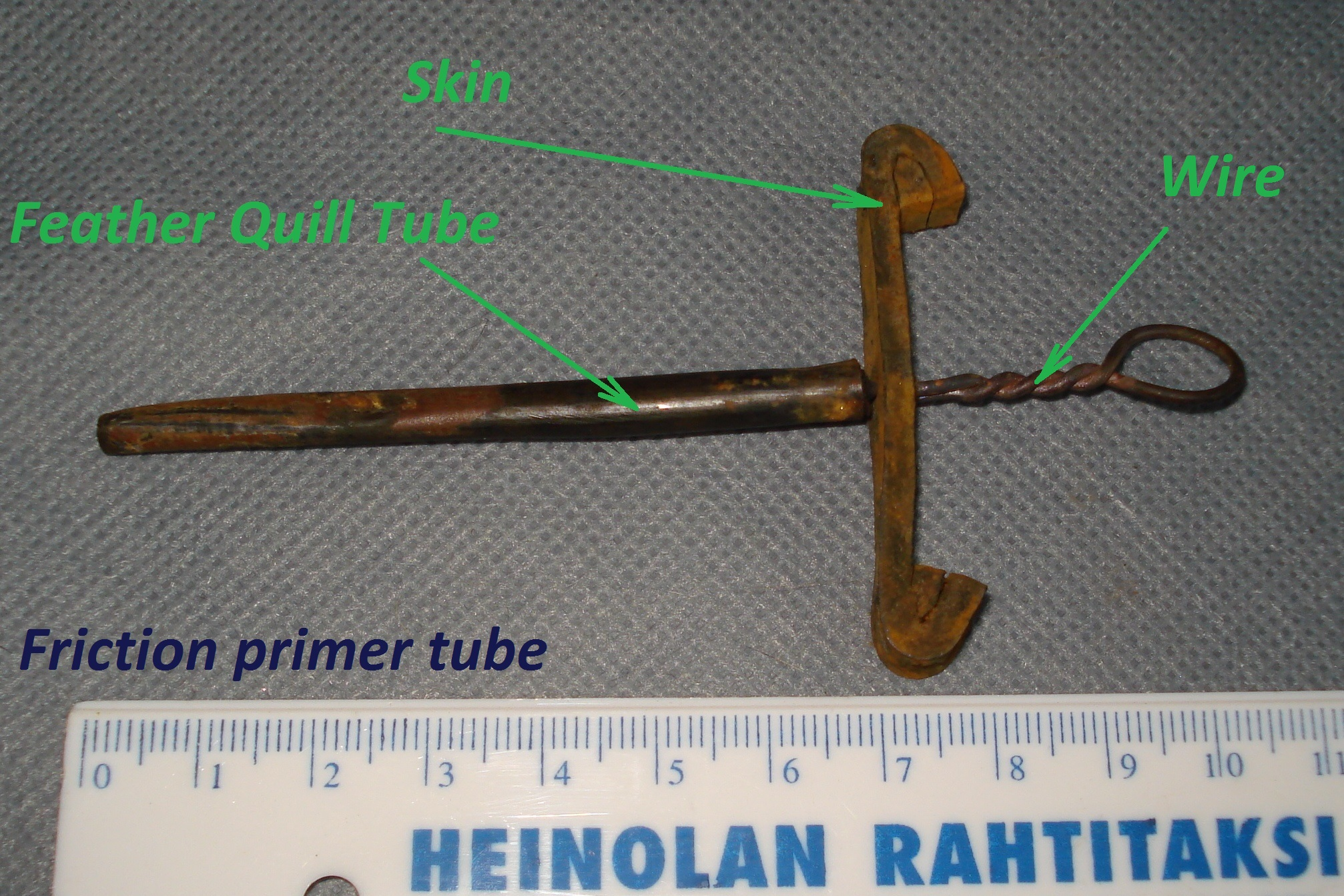
Ранняя запальная трубка, изготовленная с использованием стержня гусиного пера.

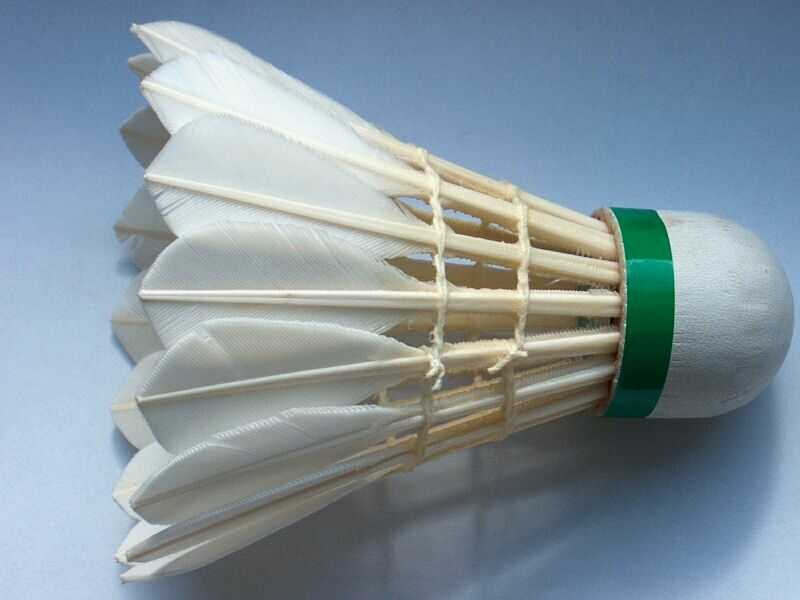
Перьевой волан

Гусиное перо присутствует на флагах:
- флаге Роскомнадзора
- флаге Заинского района Татарстана.
- флаге Пушкинского сельского поселения Гулькевичского муниципального района Краснодарского края.
- флаге Арбата
- флаге городского поселения Куровское Орехово-Зуевского муниципального района Московской области.
- предыдущем флаге Чудовского муниципального района (1997 — 30 сентября 2008) Новгородской области Российской Федерации.

## Иное применение
- В Германии 1880-х годов из гусиных перьев, окрашенных в зелёный цвет, изготавливались искусственные рождественские ёлки[17]. Появление «перьевых деревьев» было одним из ответов немцев на прогрессирующее обезлесение Германии[18].
- Волан для игры в бадминтон изготавливается из 16 гусиных перьев и пробковой головки, обтянутой тонкой лайковой кожей.
- Ранние артиллерийские запальные трубки изготавливались с использованием стержня гусиного пера, которое собственно и вставлялось в затравочное отверстие казённой части орудия.
- В любительской рыбалке гусиное перо является традиционным материалом для поплавков.